# Thalpophila zernyi
Thalpophila zernyi là một loài bướm đêm trong họ Noctuidae.